# لوئیز کلاوجو باروس
لوئیز کلاوجو باروس (به پرتغالی: Luiz Cláudio Soares de Barros) (پرتغالی برزیلی:[ˈklawdʒu]) مهاجم اهل برزیل است که در شهر ریودو ژانیرو و در تاریخ ۱۹ مهٔ ۱۹۷۸ به دنیا آمده‌است.
لوئیز کلودیو باروس در تیم‌های فوتبال واسکو دوگاما سابقهٔ حضور دارد.